# Deep Purple: Extended Versions
Deep Purple: Extended Versions – album koncertowy brytyjskiego zespołu hardrockowego Deep Purple zarejestrowany na początku roku 1976, ale nie wydany aż do roku 2000. Materiał muzyczny to utwory z linii Mk IV z Tommym Bolinem.

## Lista utworów
| 1.  | "Burn" (David Coverdale, Ritchie Blackmore, Jon Lord, Ian Paice)   | 8:15    |
|     |                                                                    |         |
| 2.  | "Lady Luck" (Coverdale, Roger Cook)                                | 3:13    |
|     |                                                                    |         |
| 3.  | "Not Fade Away" (Ian Gillan, Blackmore, Roger Glover, Lord, Paice) | 7:16    |
|     | (oryg. Buddy Holly, Norman Petty)                                  |         |
| 4.  | "This Time Around" (Tommy Bolin, Glenn Hughes, Lord)               | 7:05    |
|     |                                                                    |         |
| 5.  | "Going Down" (Don Nix)                                             | 7:29    |
|     |                                                                    |         |
| 6.  | "Highway Star" (Gillan, Blackmore, Glover, Lord, Paice)            | 5:34    |
|     |                                                                    |         |
| 7.  | "Smoke on the Water" (Gillan, Blackmore, Glover, Lord, Paice)      | 6:44    |
|     |                                                                    |         |
| 8.  | "Georgia on My Mind" (Hoagy Carmichael, Stuart Gorrell)            | 2:50    |
|     |                                                                    |         |
| 9.  | "Tommy Bolin Guitar Solo" (Bolin)                                  | 10:32   |
|     |                                                                    |         |
| 10. | "Love Child" (Coverdale, Bolin)                                    | 5:49    |
|     |                                                                    |         |
|     |                                                                    | 1:04:47 |
|     |                                                                    |         |

## Wykonawcy
- David Coverdale – śpiew
- Tommy Bolin – gitara, śpiew
- Glenn Hughes – gitara basowa, śpiew
- Jon Lord – instrumenty klawiszowe, śpiew towarzyszący
- Ian Paice – perkusja